# Sunchang
Sunchang (coreeană: 순창군) este un oraș din Coreea de Sud.